# 3. NL – Sjever
Treća nogometna liga – Sjever (poznata i kao 3. HNL – Sjever) 4. je rang hrvatskog klupskog nogometa. Uključuje klubove s područja kojim su obuhvaćene Virovitičko-podravska županija, Koprivničko-križevačka županija, Međimurska županija, Varaždinska županija i Bjelovarsko-bilogorska županija.

## Dosadašnji prvaci
- 2021./22. – NK Polet Sveti Martin na Muri
- 2020./21. – NK Mladost Ždralovi
- 2019./20. – NK Mladost Ždralovi
- 2013./14. – NK Međimurje Čakovec
- 2012./13. – NK Mladost Ždralovi
- 2011./12. – NK Mladost Ždralovi
- 2005./06. – HNK Suhopolje
- 2004./05. – NK Mladost Molve
- 2003./04. – NK Bjelovar
- 2002./03. – NK Virovitica
- 2001./02. – NK Mladost Prelog
- 2000./01. – NK Podravac Virje
- 1999./2000. – NK Koprivnica
- 1998./99. – NK Čazmatrans Čazma
- 1992. – NK Bjelovar